# 堀田健男

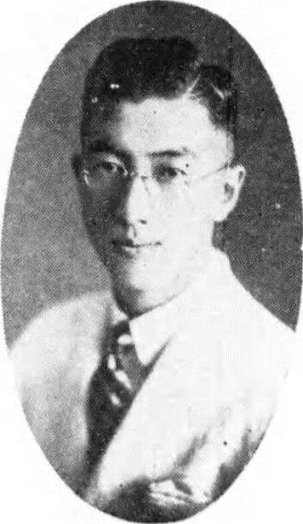
堀田健男

堀田 健男（ほった たけお、1903年（明治36年）2月23日 - 1966年（昭和41年）11月28日）は、日本の内務官僚、実業家。官選県知事。

## 経歴
大阪府出身。堀田勇次の三男として生まれる。第三高等学校を卒業。1924年11月、高等試験行政科試験に合格。1925年、東京帝国大学法学部法律学科（仏法）を卒業。内務省に入省し土木局属となる。
以後、岩手県書記官・警察部長、内務省社会局書記官、厚生書記官などを歴任。
1942年7月、奈良県知事に就任し、戦時下の対応に尽力。1943年7月、企画院第三部長に転任。新潟県参事官、内務省国土局長を歴任。1945年9月、静岡県知事に転任し、戦災の復興に尽力した。1946年1月に公職追放となり退官した。
その後、日本製菓社長、大正生命保険 (株) 社長を務めた。

## 著作
- 『救護事業』〈社会事業叢書 第3巻〉常磐書房、1940年。